# 茂呂美耶
茂呂美耶（日语：茂呂 美耶，1958年—），日本女作家，埼玉縣人，生於台灣高雄市。主要以日本文化、社會現況為寫作題材。

## 經歷
茂呂美耶生於高雄市，父親是日本人，母親是台灣人。在台灣接受小學與國中教育後返回日本，曾在1986到1988年間在中國大陸鄭州大學留學。1999年開設個人中文網站「日本文化物語」，並開始寫作與翻譯。

## 寫作風格
茂呂美耶因為生長與求學背景，能以中文和日文進行寫作，並以中文著作與翻譯多本與日本文學與歷史文化相關書籍而聞名。

## 著作
- 《歐卡桑的尖嘴兒子》，遠流，2007年12月14日，ISBN 9789573261971
- 《Miya字解日本-十二歲時》，麥田，2009年3月13日，ISBN 9789861734859
- 《江戶日本》，遠流，2009年4月15日，ISBN 9789573250418
- 《戰國日本》，遠流，2010年1月1日，ISBN 9789573265665
- 《MIYA字解日本：鄉土料理》，麥田，2010年1月22日，ISBN 9789861736068
- 《戰國日本》，广西师范大学出版社，2010年9月1日，ISBN 9787563398942
- 《乙男蟻女：106個世代標籤，深入你不知道的日本》，麥田，2011年9月15日，ISBN 9789861736693
- 《字解日本：乡土料理》，广西师范大学出版社，2011年11月1日，ISBN 9787549504978
- 《敗者的美學：戰國日本 2》，遠流，2012年5月1日，ISBN 9789573269755
- 《茂呂美耶的歷史手帳：十八個你一定要認識的日本人物》，麥田，2013年9月28日，ISBN 9789861739922
- 《漢字日本：日本人說的和你想的不一樣，學習不勉強的日文漢字豆知識》，麥田，2014年3月28日，ISBN 9789863440802
- 《明治日本：含苞初綻的新時代、新女性》，遠流，2014年11月29日，ISBN 9789573275312
- 《大正日本：百花盛放的新思維、奇女子》，遠流，2015年4月29日，ISBN 9789573276333
- 《大奧日本》，麦田出版社，2016年3月31日，ISBN 9789863443322
- 《物語日本：劍客、忍者、幽怪談》，遠流，2017年4月27日，ISBN 9789573279891
- 《沙門空海之唐國鬼宴【第一部】 入唐》，木馬文化，2017年12月20日，ISBN 9789863594666；與夢枕獏合著
- 《Miya字解日本：食、衣、住、遊(新版)》，麥田，2018年6月2日，ISBN 9789863445548
- 《日本世代標籤：團地族、橫出世、低溫世代、乙男蟻女、蛇顏男、刀劍女、絆婚……昭和、平成令和START！124個看穿日本一世紀社會變化的世代標籤事典》，麥田，2021年9月4日，ISBN 9786263100602
- 《一億總下流？——老害、少子化、多死社會……老人國日本的社會難題與國家危機》，麥田，2025年3月1日，ISBN 9786263108127

## 外部連結
- 茂呂美耶個人網站  日本文化物語 （页面存档备份，存于）
- 茂呂美耶作品集（好讀網站） （页面存档备份，存于）